# Мейер, Карл (гребец)
Карл Джеймс Мейер (англ. Carl James Meyer; род. 3 сентября 1981, Geraldine, Кентербери) — новозеландский гребец, выступавший за сборную Новой Зеландии по академической гребле в 1999—2011 годах. Чемпион мира, победитель и призёр этапов Кубка мира, участник двух летних Олимпийских игр.

## Биография
Карл Мейер родился 3 сентября 1981 года в городе Джералдин, Новая Зеландия.
Заниматься академической греблей начал в 1996 году, проходил подготовку в клубе Canterbury Rowing Club в Крайстчерче.
Впервые заявил о себе на международной арене в сезоне 1999 года, став шестым в восьмёрках на юниорском мировом первенстве в Пловдиве.
Начиная с 2003 года выступал на взрослом уровне в основном составе новозеландской национальной сборной. В частности, в этом сезоне в зачёте распашных безрульных четвёрок закрыл десятку сильнейших на этапе Кубка мира в Люцерне и занял 11 место на чемпионате мира в Милане.
Благодаря череде удачных выступлений удостоился права защищать честь страны на летних Олимпийских играх 2004 года в Афинах. Вместе с партнёрами по команде Дональдом Личем, Эриком Мюрреем и Махе Драйсдейлом в программе четвёрок безрульных вышел в главный финал А и финишировал в решающем заезде пятым.
После афинской Олимпиады Мейер остался в составе гребной команды Новой Зеландии на ещё один олимпийский цикл и продолжил принимать участие в крупнейших международных регатах. Так, в 2005 году в безрульных четвёрках он выступил на двух этапах Кубка мира и на мировом первенстве в Гифу, где показал шестой результат.
В 2006 году в той же дисциплине взял бронзу на этапе Кубка мира в Познани, стал пятым на этапе в Люцерне и девятым на чемпионате мира в Итоне.
В 2007 году в четвёрках без рулевого был лучшим на этапе Кубка мира в Амстердаме, получил бронзу на этапе в Люцерне, завоевал золотую медаль на мировом первенстве в Мюнхене.
Находясь в числе лидеров новозеландской национальной сборной, благополучно прошёл отбор на Олимпийские игры 2008 года в Пекине. На сей раз совместно с Джеймсом Доллинджером, Эриком Мюрреем и Хэмишем Бондом в четвёрках безрульных сумел квалифицироваться лишь в утешительный финал В и расположился в итоговом протоколе соревнований на седьмой строке.
Сделав достаточно длительный перерыв, в 2011 году Карл Мейер ненадолго вернулся в состав гребной сборной Новой Зеландии и принял участие ещё в нескольких крупных международных регатах. В частности, в безрульных четвёрках он выиграл серебряную медаль на этапе Кубка мира в Гамбурге, стал шестым на этапе в Люцерне.
Женат на двукратной олимпийской чемпионке по академической гребле Кэролайн Эверс-Суинделл.